# Mateus Paraná
Edmar Gees de Souza (* 21. Mai 1987 in Arapongas), auch Mateus Paraná genannt, ist ein brasilianischer Fußballspieler, der als Stürmer spielt.

## Karriere
Edmar Gees de Souza entstammte dem Iraty SC, bei welchem er 2005 schaffte er hier den Sprung in den Profikader. Im Sommer 2006 verpflichtete ihn der türkische Fußballverein Fenerbahçe Istanbul, wo er einen Fünfjahresvertrag unterschrieb. Wegen der Ausländerregelung konnte er jedoch nicht eingesetzt werden (in der türkischen Liga Turkcell Süper Ligi dürfen die Vereine maximal sechs ausländische Spieler haben – Mateus war der siebte Ausländer bei Fenerbahçe), sondern wurde sofort an Bursaspor ausgeliehen, die ihr Kontingent an ausländischen Spielern noch nicht ausgeschöpft hatten.
Mateus schoss sein erstes Tor für Bursaspor in der Turkcell Süper Ligi am 10. Dezember 2006 gegen Galatasaray Istanbul. Für die Saison 2007/08 (bis Juni 2008) wurde Mateus an Ankaraspor ausgeliehen. Mateus wurde jedoch am 20. Dezember 2007 ohne jeglichen Einsatz für Ankaraspor zurück in die brasilianische Liga zum Zweitligisten Coritiba FC verliehen, um dort die nötige Spielpraxis zu bekommen. Bei Fenerbahçe stand er bis 2011 unter Vertrag. Er kehrte nicht wieder zu Fenerbahçe zurück und tingelt seitdem durch unterklassige Klubs Brasiliens.